# Кормовые культуры

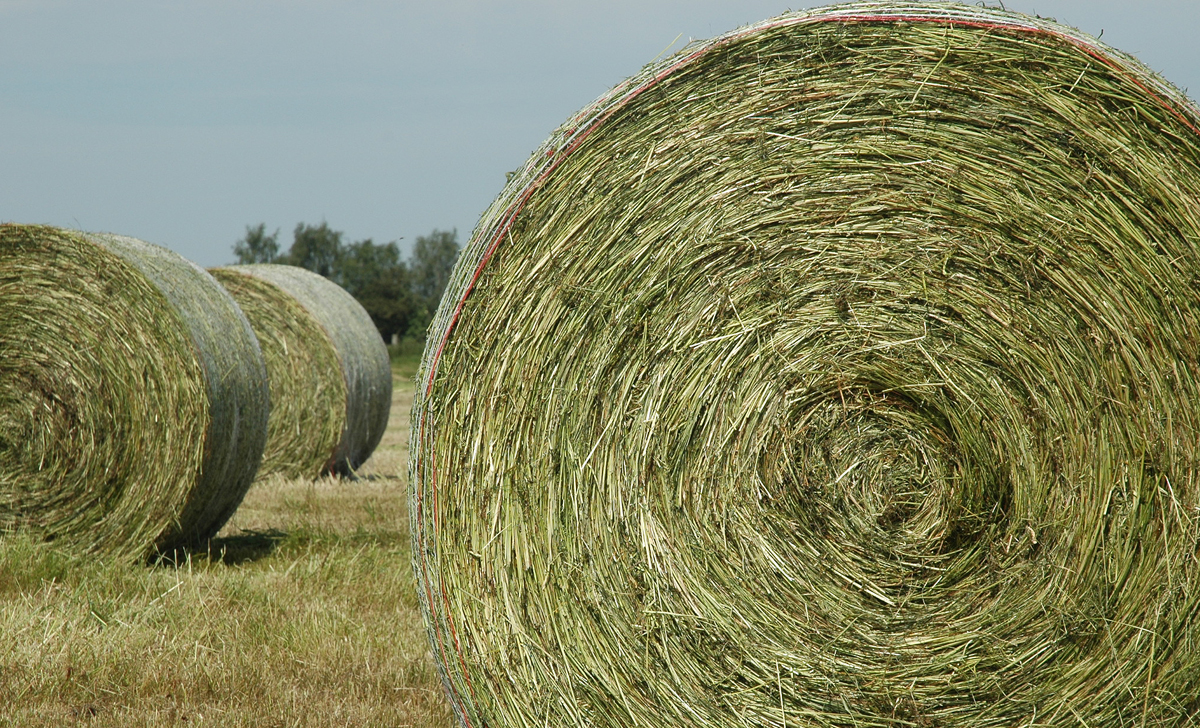
Сено в тюках

Кормовые культуры — сельскохозяйственные культуры, выращиваемые на корм животным.
К кормовым культурам относятся многолетние и однолетние кормовые травы (для получения пастбищных и зелёных летних кормов, зелёной массы на сено, сенаж, силос, травяную муку), силосные культуры (кукуруза, подсолнечник и др.), кормовые корнеплоды (кормовая свёкла, турнепс, брюква, морковь), кормовые бахчевые культуры (тыква, кабачок, арбуз). Кормовые растения бывают дикорастущими и выращенными человеком.

## Кормовые травы
Все кормовые травы подразделяются на четыре хозяйственно-ботанические группы: мятликовые, бобовые, осоковые и разнотравье. Первые две группы включают растения из соответствующих семейств, к группе осоковых относятся виды из семейства осоковых и ситниковых, а к разнотравью причисляют растения всех остальных ботанических семейств.
- Многолетние бобовые травы. Лядвенец рогатый, клевер луговой, клевер ползучий, клевер гибридный, люцерна, эспарцет, донник, козлятник восточный, козлятник лекарственный.
- Многолетние мятликовые травы. Тимофеевка луговая, кострец безостый, овсяница луговая, ежа сборная, житняк, райграс высокий, плевел многоцветковый (райграс многоукосный), пырей бескорневищный, волоснец сибирский.
- Однолетние бобовые травы. Люпин (белый, жёлтый, узколистный), вика посевная (яровая), вика мохнатая (озимая), пелюшка, сераделла, клевер пунцовый.
- Однолетние мятликовые травы. Суданская трава, пайза, могар, плевел однолетний (райграс однолетний).
- Нетрадиционные кормовые растения. Горец Вейриха, сильфия пронзеннолистная, маралий корень, окопник жёсткий, редька масличная, мальва.

## Силосныекультуры
- Тритикале
- Кукуруза
- Подсолнечник
- Кормовая капуста
- Топинамбур
- Горчица белая
- Рапс озимый
- Сорго

## Кормовые корнеплоды
- Кормовая свёкла
- Сахарная свёкла
- Брюква
- Кормовая морковь
- Турнепс

## Кормовые клубнеплоды
- Кормовой картофель
- Топинамбур

## Кормовые бахчевые культуры
- Кормовой арбуз
- Кабачок
- Тыква

## Зернофуражные культуры
- Зерновые
  - Тритикале
  - Овёс
  - Ячмень
  - Кукуруза
  - Сорго
  - Чумиза
  - Африканское просо
- Зернобобовые
  - Горох
  - Бобы конские
  - Вика
  - Пелюшка
  - Люпин